# Asics

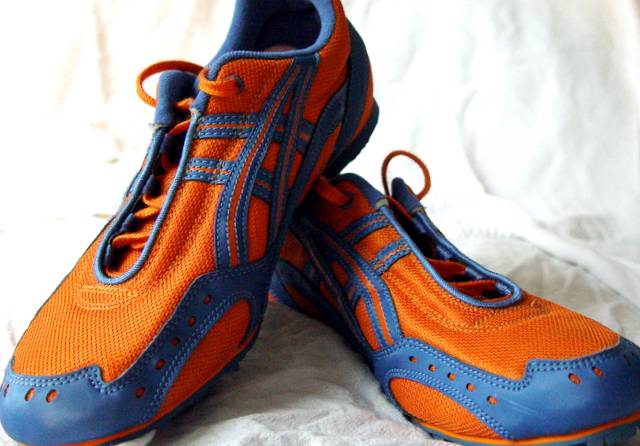
Par de zapatillas ASICS.

ASICS Corporation es una empresa de material y ropa deportiva japonesa fundada en 1949 en Kobe (Japón) de la mano de Kihachiro Onitsuka bajo el nombre Onitsuka Tiger. La empresa tiene unas ventas aproximadas de 1,6 miles de millones de euros y emplea a 5200 personas, distribuidas entre las 14 sedes en Japón y las 9 filiales internacionales. La empresa es en 2010 la quinta marca de calzado deportivo del mundo. El centro de I+D se encuentra en la sede central en Kobe, de donde salen todas las innovaciones técnicas de la marca.

## Historia
El primer zapato que desarrolló Onitsuka en 1949 fue una zapatilla de baloncesto. La marca, gracias a su reputación entre los atletas corredores, ha crecido de manera constante desde sus inicios. En 1977 la empresa se fusionó junto con otros dos competidores para resultar en el nombre actual, que se deriva del latín: Anima Sana in Corpore Sano (Alma sana en un cuerpo sano), derivado del dicho del poeta romano Juvenal: Orandum est ut sit mens sana in corpore sano" (Satiren X, 356) que significa "Se debería orar para tener una mente sana en un cuerpo sano".
ASICS, además de calzado deportivo para correr, deportes interiores, caminata, tenis, fitness y fútbol, también fabrica ropa deportiva y zapatos para niños.

## Cronología reciente
- 2016: A principios de año, Asics formalizaba la compra de la app RunKeeper y confirmó que instalaría en Boston (EE. UU.) la sede de su división digital. En noviembre, crea la filial Asics Ventures, con sede en Boston y un capital inicial de 3000 millones de yenes (25 millones de euros) para invertir en startups centradas en el deporte y relacionadas con la tecnología y la sostenibilidad.[3]